# U-132 (tàu ngầm Đức) (1941)
U-132 là một tàu ngầm tấn công  Lớp Type VII thuộc phân lớp Type VIIC được Hải quân Đức Quốc Xã chế tạo trong Chiến tranh Thế giới thứ hai. Nhập biên chế năm 1941, nó đã thực hiện được bốn chuyến tuần tra, phá hủy được tám tàu buôn tổng tải trọng 37.280 GRT và hai tàu chiến tổng tải trọng 2.773 tấn, đồng thời gây hư hại cho một tàu buôn khác. Trong chuyến tuần tra cuối cùng tại Đại Tây Dương, U-132 bị đánh chìm vào ngày 4 tháng 11, 1942, có thể do trúng mảnh vỡ từ một tàu chở đạn bị nổ tung.

## Thiết kế và chế tạo

### Thiết kế

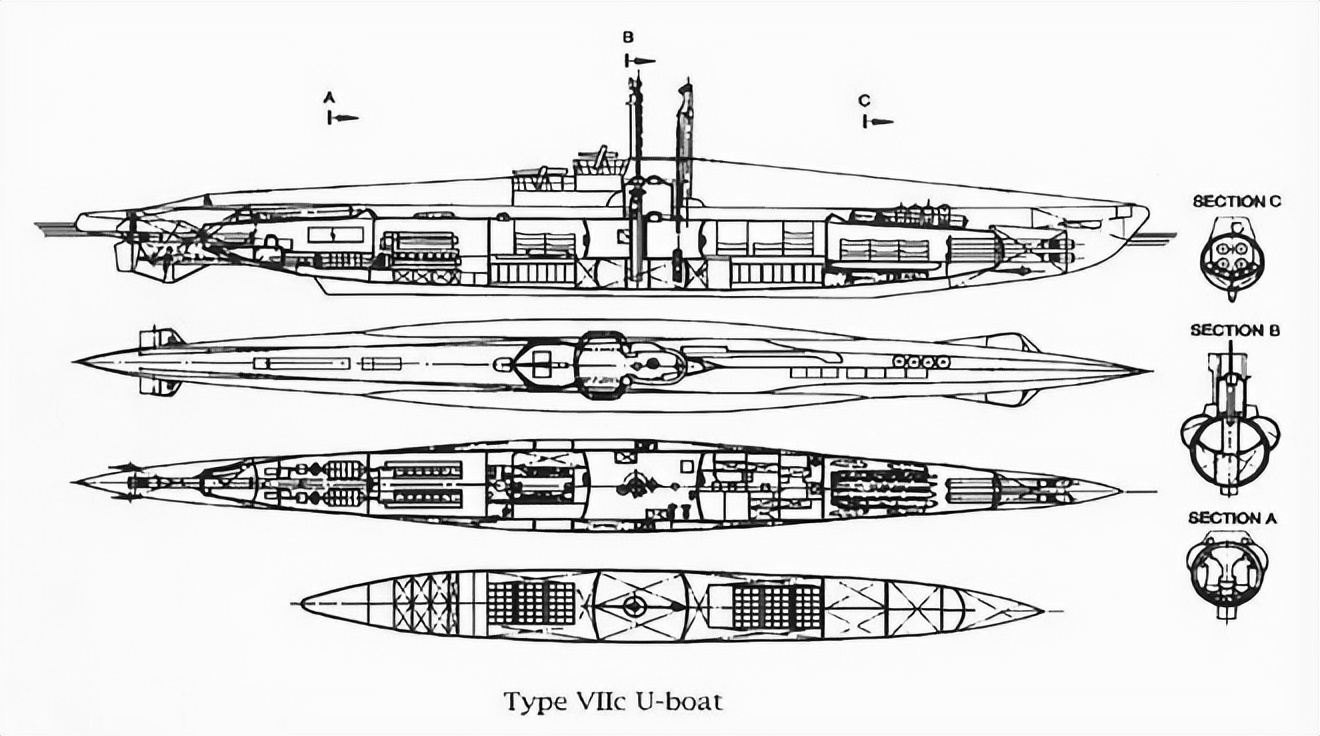
Sơ đồ các mặt cắt một tàu ngầm Type VIIC

Phân lớp VIIC của Tàu ngầm Type VII là một phiên bản VIIB được kéo dài thêm. Chúng có trọng lượng choán nước 769 t (757 tấn Anh) khi nổi và 871 t (857 tấn Anh) khi lặn). Con tàu có chiều dài chung 67,10 m (220 ft 2 in), lớp vỏ trong chịu áp lực dài 50,50 m (165 ft 8 in), mạn tàu rộng 6,20 m (20 ft 4 in), chiều cao 9,60 m (31 ft 6 in) và mớn nước 4,74 m (15 ft 7 in).
Chúng trang bị hai động cơ diesel MAN M 6 V 40/46 siêu tăng áp 6-xy lanh 4 thì, tổng công suất 2.800–3.200 PS (2.100–2.400 kW; 2.800–3.200 bhp), dẫn động hai trục chân vịt đường kính 1,23 m (4,0 ft), cho phép đạt tốc độ tối đa 17,7 kn (32,8 km/h), và tầm hoạt động tối đa 8.500 nmi (15.700 km) khi đi tốc độ đường trường 10 kn (19 km/h). Khi đi ngầm dưới nước, chúng sử dụng hai động cơ/máy phát điện Brown, Boveri & Cie GG UB 720/8 tổng công suất 750 PS (550 kW; 740 shp). Tốc độ tối đa khi lặn là 7,6 kn (14,1 km/h), và tầm hoạt động 80 nmi (150 km) ở tốc độ 4 kn (7,4 km/h). Con tàu có khả năng lặn sâu đến 230 m (750 ft).
Vũ khí trang bị có năm ống phóng ngư lôi 53,3 cm (21 in), bao gồm bốn ống trước mũi và một ống phía đuôi, và mang theo tổng cộng 14 quả ngư lôi, hoặc tối đa 22 quả thủy lôi TMA, hoặc 33 quả TMB. Tàu ngầm Type VIIC bố trí một hải pháo 8,8 cm SK C/35 cùng một pháo phòng không 2 cm (0,79 in) trên boong tàu. Thủy thủ đoàn bao gồm 4 sĩ quan và 40-56 thủy thủ.

### Chế tạo
U-132 được đặt hàng vào ngày 7 tháng 8, 1939, và được đặt lườn tại xưởng tàu của hãng Vegesacker Werft tại Bremen-Vegesack vào ngày 10 tháng 8, 1940. Nó được hạ thủy vào ngày 10 tháng 4, 1941, và nhập biên chế cùng Hải quân Đức Quốc Xã vào ngày 29 tháng 5, 1941 dưới quyền chỉ huy của Hạm trưởng, Đại úy Hải quân Ernst Vogelsang.

## Lịch sử hoạt động

### 1941

#### Chuyến tuần tra thứ nhất
U-132 khởi hành từ cảng Trondheim, Na Uy vào ngày 7 tháng 9, 1941 cho chuyến tuần tra đầu tiên trong chiến tranh. Nó vòng qua mũi North, Na Uy để hoạt động tại khu vực này của biển Barents về phía Tây Bắc Murmansk, trước khi tuần tra xa hơn về hướng Đông. Tại đây lúc 13 giờ 20 phút ngày 18 tháng 10, nó phóng ngư lôi đánh chìm tàu buôn Liên Xô Argun 3.487 GRT ở vị trí 5 nmi (9,3 km) ngoài khơi hải đăng Gorodetzkij, tại tọa độ 67°41′B 41°03′Đ / 67,683°B 41,05°Đ. Đến chiều tối lúc 20 giờ 17 phút, nó phóng ngư lôi vào một mục tiêu được cho là một tàu buôn khoảng 1.500 tấn, nhưng chỉ có tàu đánh cá vũ trang SKR-11 Ural 557 GRT bị mất tích khi không quay trở về sau chuyến tuần tra, có khả nâng là nạn nhân của U-132. Chiếc tàu ngầm kết thúc chuyến tuần tra và đi đến cảng Kirkenes phía cực Bắc Na Uy vào ngày 21 tháng 10.

### 1942

#### Chuyến tuần tra thứ hai
Sau khi chuyển căn cứ hoạt động từ Kirkenes trở lại Trondheim vào cuối tháng 10, 1941, U-132 khởi hành từ cảng Trondheim vào ngày 15 tháng 1, 1942 cho chuyến tuần tra thứ hai. Nó băng qua khe GIUK giữa quần đảo Faroe và Iceland để đi đến khu vực tuần tra trong Bắc Đại Tây Dương về phía Tây Reykjavík, Iceland. Tại đây vào ngày 29 tháng 1, nó phóng ngư lôi đánh trúng tàu cutter Tuần duyên Hoa Kỳ USCGC Alexander Hamilton (2.216 tấn) lúc 16 giờ 10 phút ngoài khơi Reykjavík, khiến mục tiêu chết đứng giữa biển và thủy thủ đoàn phải bỏ tàu. Bất chấp mọi nỗ lực ứng cứu, Alexander Hamilton lật úp và đắm lúc 20 giờ 28 phút ngày hôm sau 30 tháng 1, tại tọa độ 64°10′B 22°56′T / 64,167°B 22,933°T. U-132 kết thúc chuyến tuần tra và đi đến cảng La Pallice tại La Rochelle bên bờ biển Đại Tây Dương của Pháp đã bị Đức chiếm đóng, đến nơi vào ngày 8 tháng 2.

#### Chuyến tuần tra thứ ba
Chuyến tuần tra thành công nhất của U-132 bắt đầu từ ngày 10 tháng 6, khi nó xuất phát từ căn cứ La Pallice. Nó băng qua suốt vùng biển Bắc Đại Tây Dương để áp sát bờ biển Canada và tấn công tàu bè đi lại trong vịnh Saint Lawrence. Trong ngày 6 tháng 7, ở vị trí về phía Tây Nam Cap-Chat, Quebec, nó liên tiếp đánh chìm ba chiếc thuộc Đoàn tàu QS-15: tàu buôn Hy Lạp Anastasios Pateras 3.382 GRT, tàu buôn Bỉ Hainaut 4.312 GRT và tàu buôn Anh Dinaric 2.555 GRT. Tàu quét mìn Hải quân Hoàng gia Canada HMCS Drummondville, trong thành phần hộ tống của Đoàn tàu QS-15, đã phản công bằng mìn sâu, khiến U-132 bị hư hại bơm thùng dằn và tổn thất 4 m³ nhiên liệu.
Vào ngày 20 tháng 7, chiếc tàu ngầm phóng ngư lôi tấn công tàu buôn Anh Frederika Lensen 4.367 GRT thuộc Đoàn tàu QS-19 trong vịnh Saint Lawrence gần đảo Anticosti; chiếc tàu buôn bị vỡ lườn, nên được kéo đến mắc cạn gần bờ và được xem là một tổn thất toàn bộ. Đến ngày 29 tháng 7, U-132 phát hiện Đoàn tàu ON-113, và sang ngày hôm sau đã đánh chìm tàu buôn Anh Pacific Pioneer 6.734 GRT trong đoàn tàu này ở vị trí về phía Tây Nam đảo Sable, tại tọa độ 43°30′B 60°35′T / 43,5°B 60,583°T. Chiếc tàu ngầm kết thúc chuyến tuần tra và quay trở về La Pallice vào ngày 16 tháng 8.

#### Chuyến tuần tra thứ tư - Bị mất
U-132 xuất phát từ càng La Pallice vào ngày 6 tháng 10 cho chuyến tuần tra thứ tư, cũng là chuyến cuối cùng, tại vùng biển Bắc Đại Tây Dương về phía Đông Canada. Vào ngày 4 tháng 11, ở vị trí khoảng 500 mi (800 km) về phía Đông Nam mũi Farewell Greenland, nó đã tấn công Đoàn tàu SC 107 lúc 00 giờ 15 phút, đánh chìm tàu buôn Hà Lan Hobbema 5.507 GRT và tàu buôn Anh Empire Lynx 6.379 GRT, đồng thời gây hư hại cho tàu buôn Anh Hatimura 6.690 GRT đang chở hàng hóa đạn dược.
Trong khi Hatimura bốc cháy và đang chìm dần, nó tiếp tục bị tàu ngầm U-442 từ phía sau đoàn tàu vận tải phóng ngư lôi tấn công lúc 03 giờ 22 phút. Hatimura nổ tung và đắm, nhưng đã phát tán mảnh vỡ trên một khu vực rộng. Nhiều khả năng U-132 đã không rút ra khoảng cách đủ an toàn, nên trúng mảnh vỡ của Hatimura và đắm ngay lập tức tại tọa độ 55°38′B 39°52′T / 55,633°B 39,867°T; toàn bộ 47 thành viên thủy thủ đoàn của U-132 đều tử trận.

### "Bầy sói" tham gia
U-132 từng tham gia ba bầy sói:
- Endrass (12 – 17 tháng 6, 1942)
- Panther (13 – 19 tháng 10, 1942)
- Veilchen (20 tháng 10, - 3 tháng 11, 1942)

### Tóm tắt chiến công
U-132 đã đánh chìm được tám tàu buôn tổng tải trọng 37.280 GRT và hai tàu chiến tổng tải trọng 2.773 tấn, đồng thời gây hư hại cho một tàu buôn khác:
| Ngày              | Tên tàu                  | Quốc tịch         | Tải trọng | Số phận          |
| ----------------- | ------------------------ | ----------------- | --------- | ---------------- |
| 18 tháng 10, 1941 | Argun                    | Liên Xô           | 3.487     | Bị đánh chìm     |
| 18 tháng 10, 1941 | SKR-11 Ural              | Hải quân Liên Xô  | 557       | Bị đánh chìm     |
| 29 tháng 1, 1942  | USCGC Alexander Hamilton | Tuần duyên Hoa Kỳ | 2.216     | Bị đánh chìm     |
| 6 tháng 7, 1942   | Anastassios Pateras      | Hy Lạp            | 3.382     | Bị đánh chìm     |
| 6 tháng 7, 1942   | Dinaric                  | Liên hiệp Anh     | 2.555     | Bị đánh chìm     |
| 6 tháng 7, 1942   | Hainaut                  | Bỉ                | 4.312     | Bị đánh chìm     |
| 20 tháng 7, 1942  | Frederika Lensen         | Liên hiệp Anh     | 4.367     | Tổn thất toàn bộ |
| 30 tháng 7, 1942  | Pacific Pioneer          | Liên hiệp Anh     | 6.734     | Bị đánh chìm     |
| 4 tháng 11, 1942  | Empire Lynx              | Liên hiệp Anh     | 6.379     | Bị đánh chìm     |
| 4 tháng 11, 1942  | Hatimura                 | Liên hiệp Anh     | 6.690     | Bị hư hại        |
| 4 tháng 11, 1942  | Hobbema                  | Hà Lan            | 5.507     | Bị đánh chìm     |